# باشگاه فوتبال اوتارادیت
باشگاه فوتبال اوتارادیت (به تایلندی: สโมสรฟุตบอลจังหวัดอุตรดิตถ์) یک باشگاه فوتبال واقع در اوتارادیت در کشور تایلند می‌باشد که در لیگ دسته دوم منطقه‌ای فوتبال تایلند بازی می‌کند.
این باشگاه در سال ۲۰۰۹ میلادی بنیان‌گذاری شده است.